# Stojana
Stojana je žensko osebno ime.

## Izvor imena
Ime Stojana je  ženska oblika moškega osebnega imena Stojan.

## Pogostost imena
Po podatkih Statističnega urada Republike Slovenije je bilo na dan 31. decembra 2007 v Sloveniji število ženskih oseb z imenom Stojana: 53.

## Osebni praznik
Koledarsko je ime Stojana uvrščeno k imenu Stojan.